# BWF Future Series 2024
Die BWF Future Series 2024 war die 18. Auflage der BWF Future Series im Badminton. 

## Turniere und Sieger
| Veranstaltung                    | Herreneinzel              | Dameneinzel                    | Herrendoppel                                | Damendoppel                              | Mixed                                 |
| -------------------------------- | ------------------------- | ------------------------------ | ------------------------------------------- | ---------------------------------------- | ------------------------------------- |
| Iceland International            | Mads Juel Møller          | Milena Schnider                | Benjamin Illum Klindt Magnus Klinggaard     | Sophia Lemming Cathrine Marie Wind       | Mikkel Klinggaard Naja Abildgaard     |
| Giraldilla International         | Samuel Ricketts           | Taymara Oropesa                | Yeison del Cid Christopher Martínez         | Diana Corleto Mariana Paiz               | Christopher Martínez Mariana Paiz     |
| Malta International              | Collins Valentine Filimon | Aurelia Salsabila              | Torjus Flåtten Vegard Rikheim               | Anna-Sofie Nielsen Frederikke Nielsen    | Viacheslav Yakovlev Polina Tkach      |
| Slovak Open                      | Ethan Rose                | Purva Barve                    | Jakub Melaniuk Wiktor Trecki                | Serena Au Yeong Katharina Hochmeir       | Jakub Melaniuk Julia Pławecka         |
| Finnish International            | Yudai Okimoto             | Anna Tatranova                 | Karl Kert Tauri Kilk                        | Priska Kustiadi Nozomi Shimizu           | Tan Wei Liang Wong Kha Yan            |
| Peru Future Series               | abgesagt                  | abgesagt                       | abgesagt                                    | abgesagt                                 | abgesagt                              |
| Bonn International               | Cheng Kai                 | Tanvi Sharma                   | Cheng Kai Su Wei-cheng                      | Yasemen Bektaş Zehra Erdem               | Alden Lefilson Putra Mainaky Fitriani |
| Lithuanian International         | William Bøgebjerg         | Siti Nurshuhaini               | Nicolas Hoareau Aymeric Tores               | Marie Cesari Lilou Schaffner             | Alden Lefilson Putra Mainaky Fitriani |
| Venezuela International          | Adriano Viale             | Maria Clara Lima               | Javier Alas Joiser Calanche                 | Maria Clara Lima Maria Júlia Nascimento  | Reece Marcano Chequeda De Boulet      |
| Nouvelle-Aquitaine Future Series | Cholan Kayan              | Petra Maixnerová               | Aymeric Tores Dyon van Wijlick              | Meerte Loos Kelly van Buiten             | Aymeric Tores Lilou Schaffner         |
| Myanmar Future Series            | abgesagt                  | abgesagt                       | abgesagt                                    | abgesagt                                 | abgesagt                              |
| Latvia International             | Aria Dinata               | Nella Nyqvist                  | Jonathan Dresp Aaron Sonnenschein           | Anastasia Khomich Daria Zimnol           | Kristjan Kaljurand Helina Rüütel      |
| Mexico Future Series             | Joshua Nguyen             | Ella Lin                       | Ryan Ma Daniel Zhou                         | Ella Lin Veronica Yang                   | Christopher Martínez Diana Corleto    |
| Guatemala International          | Adriano Viale             | Romane Cloteaux-Foucault       | Christopher Martínez Jonathan Solís         | Diana Corleto Nikte Sotomayor            | Christopher Martínez Diana Corleto    |
| Slovenia Future Series           | Enogat Roy                | Anna Tatranova                 | Yann Orteu Minh Quang Pham                  | Lucie Amiguet Caroline Racloz            | Miha Ivančič Petra Polanc             |
| Costa Rica International         | Adriano Viale             | Chloe Hoang                    | Bruno Carvalho Diogo Gloria                 | Fernanda Munar Rafaela Munar             | Timothy Lock Chloe Hoang              |
| Iran International Khazar Cup    | abgesagt                  | abgesagt                       | abgesagt                                    | abgesagt                                 | abgesagt                              |
| Kampala International            | Manraj Singh              | Shreya Lele                    | Ariffin Nazri Zakaria Ashraf Daniel Zakaria | Gayatri Rawat Mansa Rawat                | Ashraf Daniel Zakaria Lim Xuan        |
| Croatian International           | Rizki Ansyahri            | Raksha Kandasamy               | Viktor Petrović Mihajlo Tomić               | Serena Au Yeong Anna Hagspiel            | Mihajlo Tomić Anđela Vitman           |
| Bulgarian International          | Gustav Bjorkler           | Stefani Stoeva                 | Bruno Carvalho David Silva                  | Gabriela Stoeva Stefani Stoeva           | Jonas Østhassel Julie Abusdal         |
| Israel Open                      | abgesagt                  | abgesagt                       | abgesagt                                    | abgesagt                                 | abgesagt                              |
| Spanish International            | abgesagt                  | abgesagt                       | abgesagt                                    | abgesagt                                 | abgesagt                              |
| Botswana International           | Dicky Dwi Pangestu        | Fathimath Nabaaha Abdul Razzaq | Agil Gabilov Dicky Dwi Pangestu             | Hasini Ambalangodage Hasara Wijayarathne | Agil Gabilov Era Maftuha              |
| South Africa International       | Ben Hammond               | Johanita Scholtz               | Matthew Abela Maxim Grinblat                | Amy Ackerman Deidre Laurens              | Caden Kakora Johanita Scholtz         |